# Пунта Роса (Латина)
Пунта Роса је насеље у Италији у округу Латина, региону Лацио.
Према процени из 2011. у насељу је живело 11 становника. Насеље се налази на надморској висини од 33 м.